# 弗斯 (內布拉斯加州)
弗斯（英語：Firth）是位於美國內布拉斯加州蘭開斯特縣的村。

## 人口
根據2020年美國人口普查的數據，弗斯的面積為0.92平方千米，皆為陸地。當地共有人口649人，而人口密度為每平方千米705人。